# トミー・ボーイ・レコード
トミー・ボーイ・レコード (Tommy Boy Records) はアメリカのインディーズレーベル。1981年にトム・シルヴァーマンにより設立され、ニューヨークに拠点を置く。
設立から1985年までインディーズで運営した後、ワーナー・ブラザース・レコードの傘下となる。2002年からは再びインディーズとなる。

## 主なアーティスト
- アフリカ・バンバータ
- デ・ラ・ソウル
- クィーン・ラティファ
- ハウス・オブ・ペイン
- デジタル・アンダーグラウンド
- クーリオ
- ノーティ・バイ・ネイチャー（英語版）
- ステッツァソニック（英語版）